# 1998 QE100
1998 QE100 är en asteroid i huvudbältet som upptäcktes den 26 augusti 1998 av den belgiske astronomen Eric W. Elst vid La Silla-observatoriet.
Den tillhör asteroidgruppen Nysa.